# Parque Universitario Provincia del Monte
El Parque Universitario Provincia del Monte es un área natural protegida ubicada en el campus de la Universidad Nacional del Comahue, en la ciudad de Neuquén, capital de la provincia homónima, al norte de la Patagonia argentina.

## Características generales
El parque fue creado a fines del 2004 por el Consejo Superior de la Universidad Nacional del Comahue, mediante la ordenanza Nº 714. Ocupa una área de 70 ha en la parte norte de los terrenos del campus de dicha institución en la ciudad de Neuquén. 
El objetivo de creación fue recuperar y proteger las características ambientales propias de la ecorregión monte de llanuras y mesetas.
Sus límites son: al noreste, el barrio privado Rincón Club de Campo; al sur: los edificios de la universidad desde el gimnasio Roberto Monteros hasta el Salón Blanco de la Asociación Mutual Universitaria (AMUC); al oeste, la avenida Argentina y la calle René Favaloro (ingreso al barrio Rincón de Emilio) que separa el parque universitario del Parque Norte municipal.
La ubicación del parque, a poca distancia del centro de la ciudad y en una región de sostenido crecimiento demográfico con la consiguiente expansión de las zonas urbanizadas, resulta especialmente significativa respecto de la preservación del ecosistema y permite la formulación de programas de concientización y acciones educativas, además de habilitar actividades recreativas de observación de flora y fauna.
Geomorfológicamente, el parque está ubicado en la vertiente hacia el río Neuquén. Su punto más alto está en el sudoeste del parque, en las proximidades de la Plaza de las Banderas y el mirador Balcón del Valle (340 m s. n. m.). Desde esa zona el relieve cae con grandes pendientes, llegando a zonas más planas hacia el centro y el este. Su punto más bajo está en el ingreso al Rincón Club de Campo (270 m s. n. m.).

## Flora y fauna
Un relevamiento de la flora del área ha identificado 27 familias, 63 géneros y 81 especies. Las especies más significativas son la pichanilla o retama (Senna aphylla), alpataco (Prosopis alpataco), jarilla hembra (Larrea divaricata), jarilla macho (Larrea cuneifolia) y algunos ejemplares de jarilla crespa (Larrea nitida). Se ha registrado la presencia de endemismos como el solupe (Ephedra ochreata) y el manca caballos (Prosopidastrum globosum), entre otros.
La fauna del parque es escasa en variedad y número de individuos, producto de la constante y antigua presencia humana. Las aves son el grupo más representativo. En las cercanías se ha registrado la presencia de ejemplares de cotorra (Myiopsitta monachus), cachudito pico negro (Anairetes parulus), zorzal patagónico (Turdus falcklandii), gorrión (Passer domesticus), naranjero (Pipraeidea bonariensis) y jilguero dorado (Sicalis flaveola).

Entre los reptiles, se han observado ejemplares de las lagartijas austral (Liolaemus darwinii) y grácil (Liolaemus gracilis) y las culebras de pastizal (Philodryas patagoniensis) y ratonera (Philodryas trilineatus), entre otros.

## Imágenes
|                                |
| Detalle de la flora del parque |

|                    |
| Paisaje del Parque |

|                    |
| Paisaje del Parque |